# Nordwest (Südafrika)
Nordwest (englisch North West, afrikaans Noordwes, Setswana Bokone Bophirima) ist eine Provinz Südafrikas, die an Botswana grenzt. Sie hat rund 4,1 Millionen Einwohner. Teile der Kalahariregion liegen in der Nordwest-Provinz. Sie wurde 1994 aus Teilen der früheren Provinzen Kapprovinz und Transvaal sowie dem größten Teil des Homelands Bophuthatswana gebildet.

## Geschichte
Premierminister der Provinz waren Popo Molefe (1994–2004), Bomo Edna Molewa (2004–2009), Maureen Modiselle (2009–2010), Thandi Modise (2010–2014) und Supra Mahumapelo (2014–2018). Seit dem 22. Juni 2018 war Job Mokgoro der amtierende Premier.

## Distrikte

Nordwest mit seinen Distrikten (2016)

Die Territorialstruktur der Provinz Nordwest besteht aus vier Distrikten mit 18 Lokalgemeinden:
|    | Distrikt                  | Lokalgemeinden                                                   |
| -- | ------------------------- | ---------------------------------------------------------------- |
| 1. | Bojanala Platinum         | Kgetlengrivier, Madibeng, Moretele, Moses Kotane und Rustenburg  |
| 2. | Dr Kenneth Kaunda         | City of Matlosana, JB Marks und Maquassi Hills                   |
| 3. | Dr Ruth Segomotsi Mompati | Greater Taung, Kagisano-Molopo, Lekwa-Teemane, Mamusa und Naledi |
| 4. | Ngaka Modiri Molema       | Ditsobotla, Ratlou, Mahikeng, Ramotshere Moiloa und Tswaing      |

## Städte (Auswahl)
| - Brits - Hartbeesfontein - Klerksdorp - Lichtenburg - Mahikeng - Marikana - Potchefstroom | - Rustenburg - Schweizer-Reneke - Sun City - Taung - Ventersdorp - Vryburg - Zeerust |

## Demografie

Verteilung der Sprachen in Nordwest (Zensus 2001):
Afrikaans
Englisch
Süd-Ndebele
isiXhosa
isiZulu
Nord-Sotho
Sesotho
Setswana
Xitsonga
keine dominierende Sprache

Nach den Ergebnissen der Volkszählung von 2011 rechneten sich 89,8 % der schwarzen Bevölkerungsgruppe zu, 7,3 % den Weißen, 2,0 % den Coloureds und 0,6 % den Indern und Asiaten. Setswana gaben 63,39 % der Bevölkerung als Muttersprache an, Afrikaans 8,96 %, Sesotho 5,82 %, isiXhosa 5,51 % und Xitsonga 3,68 %.

### Einwohnerentwicklung
Die folgende Übersicht zeigt die Einwohnerzahlen nach dem jeweiligen Gebietsstand seit der Volkszählung 1996.
| Jahr          | Einwohnerzahl |
| ------------- | ------------- |
| 1996 (Zensus) | 2.727.223     |
| 2001 (Zensus) | 2.984.098     |
| 2011 (Zensus) | 3.509.953     |
| 2017          | 3.856.174     |
| Juni 2021     | 4.122.854     |
| 2022 (Zensus) | 3.804.548     |

## Politik

Sitzverteilung im Provinzparlament von Nordwest:
EFF (6)
ANC (21)
DA (4)
VF+ (2)

Bei den Wahlen 2019 zur Provincial Legislature blieb der ANC in der Provinz Nordwest trotz Verlusten die stärkste Partei. Die Mandate verteilten sich wie folgt.
| Partei                          | Sitze | +/− |
| ------------------------------- | ----- | --- |
| African National Congress (ANC) | 21    | –2  |
| Economic Freedom Fighters (EFF) | 06    | +1  |
| Democratic Alliance (DA)        | 04    | ±0  |
| Vryheidsfront Plus (VF+)        | 02    | +1  |
| Summe                           | 33    |     |

Im Mai 2018 wurde Premierminister Supra Mahumapelo nach heftigen Protesten suspendiert; die Provinz wurde unter direkte Verwaltung des Staates gestellt. Wenig später trat Mahumapelo zurück. Am 22. Juni 2018 wurde Job Mokgoro als Nachfolger vereidigt. Seit 7. September 2021 ist Bushy Maape Premierminister der Provinz.

## Naturschutzgebiete
Parks und Naturschutzgebiete
| - Barberspan Bird Sanctuary - Bloemhof Dam Nature Reserve - Borakalalo-Nationalpark - Boskop Dam Nature Reserve in Tlokwe/Ventersdorp - Botsalano Wildreservat - Diepsloot Nature Reserve - Faan Meintjies Nature Reserve - Hartbeespoort-Stausee - Kgaswane Mountain Reserve (früher Rustenburg Nature Reserve) - Leon Taljaardt Nature Reserve - Lichtenburg Game Breeding Centre - Mafikeng Game Reserve - Madikwe Game Reserve | - Marico-Bosveld Nature Reserve - Molemane Eye Nature Reserve - Molopo Nature Reserve - Mountain-Sanctuary-Park - Oog van Malmanie Nature Reserve - Pienaar Nature Reserve - Pilanesberg-Nationalpark - Rob Ferreira Nature Reserve - Rust De Winter Nature Reserve - SA Lombard Nature Reserve - Schoonspruit Nature Reserve - Vaalkop Dam Nature Reserve - Wolwespruit Nature Reserve |

## Wirtschaft
Der Bergbau ist der stärkste Wirtschaftsfaktor in der Provinz und er trägt mit 22,5 Prozent (2021) zum Montansektor Südafrikas bei. Ausgedehnte Erzlagerstätten im Merensky Reef zwischen Rustenburg und Brits haben Südafrika zu einem der weltgrößten Erzeuger von Platin und Platinmetallen aufsteigen lassen. Das Ausbringen beläuft sich auf 94 Prozent der südafrikanischen Erzeugung. Bei Orkney und Klerksdorp arbeiten große Goldbergwerke. Zudem gibt es bedeutende Gewinnungsstätten für Diamanten im Umfeld der Städte Bloemhof, Christiana und Lichtenburg sowie umfangreiche, international bekannte Vorkommen von Granit und anderen magmatischen Gesteinen.
Südafrikas bedeutendstes Kernforschungszentrum Pelindaba liegt auf dem Gebiet der Lokalgemeinde Madibeng unweit der Ortschaft Hartebeespoort sowie westlich von Pretoria.
Unabhängig von der starken Industrialisierung in den Ballungszentren der Provinz existiert ein ausgeprägter Agrarsektor. Die Viehzucht mit Rinder-,Schaf- und Wildtierfarmen stellt einen traditionellen Wirtschaftssektor dar. In der Gegend um Rustenburg und Brits ermöglichen die Ackerböden gute Erträge. Hier hat sich der Anbau von Mais und Sonnenblumen als Schwerpunkt herausgebildet, dessen Erntevolumen nationale Bedeutung erreicht. Baumwolle, Mais, Sonnenblumen, Tabak und Zitrusfrüchte werden im Osten und Süden der Provinz angebaut.
Ein besucherstarker Anziehungspunkt in der Provinz ist die Vergnügungsstadt Sun City, die sich in unmittelbarer Nachbarschaft zum Pilanesberg-Nationalpark befindet.